# Рајкова пећина
Рајкова пећина је једна од најзначајнијих туристичких пећина у Србији. Налази се 2,5 km од Мајданпека. Карактеристична је по изразито белим пећинским украсима.

## Историја
Рајкова пећина је добила име по Рајку Војводи, за кога се претпоставља да је живео у 19. веку. Он је, по предању, дању био механџија, ноћу је пљачкао турске караване, а благо сакривао у овој пећини. Пећину је први истражио географ Јован Цвијић 1894. године, а истраживање је настављено тек седамдесетих година 20. века, под руководством др Раденка Лазаревића. За туристе је отворена 1975. године. 

## Идентитет природног добра
Рајкова пећина је једна од најзначајнијих туристичких пећина у Србији. Налази се у источној Србији, у близини Мајданпека. Проглашена је Спомеником природе од стране Скупштине општине Мајданпек. Читава околина изворишта Малог Пека је богата разноврсном флором и фауном и представља јединствено природно и спелеолошко богатство, због чега је постала део првог геопарка у Србији — Ђердап Унеско геопарк. 

## Опис природног добра
Рајкова пећина је настала радом понорнице Рајкове реке. Стварање пећине је било вишефазно на шта указују терасе очуване на зидовима канала. Климатске осцилације узроковале су засипање пећине речним наносом 1,5 m дебљине. У следећој фази отпочело је усецање корита, подсецање и рушење бигрене коре и накита на њој. У млађе процесе спада депоновање црвенице и травертина. Рајкова пећина је речна, проточна пећина; кроз њу протиче истоимена река, која полази од Капетанских ливада и после површинског тока, дугог 3.625 m понире испод вертикалног кречњачког одсека, високог 50-100 m, на контакту кристалних шкриљаца и горњејурских кречњака. Појављује се на коти од 427,58 m. Површински тече 22,5 m и спаја се са Пасковом реком. Од њих две настаје Мали Пек.
Рајкова пећина састојала се из две одвојене целине: Понорске и Изворске пећине, а свака целина има по два хоризонта: речни и суви. Речни хоризонт је једноставан пећински канал са ниским каскадама и џиновским лонцима. Дно активног канала је покривено песком и шљунком, а канал се завршава сифоном. У изворском делу такође се издваја суви и речни хоризонт. У речном постоји узани речни канал са стеновитом испрекиданом терасом вишег нивоа, од 6 m р.в.. Узводно се канал завршава сифоном. У сувом хоризонту налази се неколико дворана које су украшене изузетно лепим накитом, док су на дну формиране травертинске каде. Пећина садржи читав систем дворана, канала и ходника, а одликује се и пећинским накитом у виду сталактита, сталагмита, стубова од снежно белог кристалног калцита.
Температура пећине је сталних 8 степени целзијусових, а влажност ваздуха 100% и зато се за посету пећини препоручује топлија гардероба чак и у летњем периоду.
Фосилна фауна пећине —  Ursus spelaeus (пећински медвед), Sus scrofa (дивља свиња), Cervus elaphus (јелен).

## Истраживање пећине
Речни хоризонт пећине први је истражио Јован Цвијић, а његов рад наставиће седамдесетих година 20. века др Раденко Лазаревић у сарадњи са групом спелеолога из Ваљева. Р. Лазаревић, са члановима Спелеолошке групе из Ваљева и С. Дожића из Института за шумарство, истраживали су, у два термина, читаву Рајкову пећину. У првој фази истражен је понорски, а у другој фази изворски део пећине.Открићем тзв. Сувог хоризонта 1974. године започело се са реализацијом идеје да се пећина уреди за туристичке посете, што је и остварено 12. 09. 1975. године. Током 2014-е године формирана је кружна стаза која повезује оба хоризонта пећине, у укупној дужини од 1.400 м.

## Спелеоморфолошке целине
| Целине                                | дужина - m | површина- m² |
| ------------------------------------- | ---------- | ------------ |
| Понорска пећина                       | 857,0      | 4.242,0      |
| 1.1 Речни хоризонт                    | 330,5      | 1.167        |
| 1.2 Суви хоризонт                     | 526,5      | 3.075,0      |
| Изворска пећина (са Јанковом пећином) | 1.447,0    | 8.561,0      |
| Речни хоризонт                        | 799,5      | 4.562,0      |
| Суви хоризонт                         | 647,5      | 3.999,0      |
| Укупно:                               | 2.304,0    | 12.803,0     |

## Туризам
Рајкова пећина је богата пећинским накитом различитих облика, од снежно белог кристалног калцита, најквалитетнијег у Србији. Ходници Рајкове пећине дугачки су преко два километра и подељени у речни и суви хоризонт. Бетонска стаза води кроз пространу Концертну и Јежеву дворану, поред Малих и Великих оргуља, Обешеног хајдук Рајка до Дворане када. Затим су ту и Жртвеник, Духови, Дворана водопада, Сала стећака, Зимска бајка и Кристална дворана. Ходајући пећинском стазом посетилац има јединствен доживљај жуборења бистре Рајкове реке која одјекује пећинским просторима „Јежеве дворане”, са хиљадама калцитних цевчица на таваници. Затим следи прелазак преко румених бигрених када, поред „Зимске бајке” са „Белим медведом” и улазак у „Кристалну шуму” у којој се налази „Трепераво језерце”. Неке од најпознатијих фигура су и „Египатска богиња”, „Пуж”, као и  „Пањ са гљивама”. Спајањем сувог и речног хоризонта у 2014-ој години добијена се кружна туристичка стаза дужине чак 1410 m.